# Sonderkommando: diario di un crematorio di Auschwitz, 1944
Sonderkommando: diario di un crematorio di Auschwitz, 1944 (titolo originale: In Harz fun Gehenom. A dokument fun Auschwitzer Sonder-Kommando, 1944) è un diario segreto scritto durante la prigionia da Salmen Gradowski, conosciuto anche come Zalmen Gradowski, nel campo di concentramento di Auschwitz prima di essere ucciso durante la rivolta del sonderkommando. Pubblicato per la prima volta nel 1977 a Gerusalemme in lingua yiddish, negli anni è stato tradotto in varie lingue.

## Storia del diario segreto
Sotterrato preventivamente dall'autore, sotto i cumuli di ceneri provenienti dai forni crematori vicino le camere a gas come testimonianza per i posteri, questi scritti sono una della prime documentazioni pubblicate in cui si narrata l’intera vicenda dei membri appartenenti al sonderkommando, ovvero la squadra speciale di prigionieri ebrei costretti, sotto minaccia di morte, a lavorare nelle camere a gas e nei crematori di Auschwitz-Birkenau.

## Contenuto
Il diario è composto da due manoscritti trovati a Birkenau dopo la liberazione, che raccontano con precisi resoconti le ultime fasi della soluzione finale. Il primo taccuino è stato scritto nei primi mesi di prigionia, in cui l'autore descrive l'arrivo dei treni nel campo di concentramento di Auschwitz.
La seconda parte degli scritti, molto più ampia e descrittiva, è suddivisa in tre parti e inizia con un testo metaforico alla luna, e continua riportando i tragici eventi che si svolsero nelle due settimane tra il 24 febbraio e l’8 marzo del 1944, quando le SS selezionarono più della metà dei membri del sonderkommando per essere uccisi.